# Henry-Robert Brésil
Henri-Robert Brésil (1952-1999) était un peintre haïtien.

## Biographie
Souvent appelé simplement « Brésil », Henri-Robert est né aux Gonaïves, le 19 septembre 1952, et est décédé en 1999.
Il a fréquenté l'école primaire des Frères de l'Institution Chrétienne et a terminé ses études secondaires au Lycée Geffrard et au Centre d'Études - tous situés aux Gonaïves. Poète et musicien, il commence à peindre en 1973, avant de s'installer à Port-au-Prince entre 1973 et 1974,.
En 1981, il reçoit le prix d'honneur ISPAN - UNESCO au Musée d'Art haïtien du Collège Saint-Pierre. Dès lors, sa réputation ne cesse de grandir. Par la suite, il commence à exposer dans des galeries en Haïti - telles que la Galerie Issa, la Galerie Nader et la Galerie Marassa - ainsi qu'aux États-Unis, à Porto Rico, en France, en Italie, en Suisse et au Japon,.
Peintre paysagiste, Brésil a reçu des éloges et des reconnaissances, entre autres, du New York Times, du Miami Herald et de Hostess Magazine,.